# 普熱羅夫縣

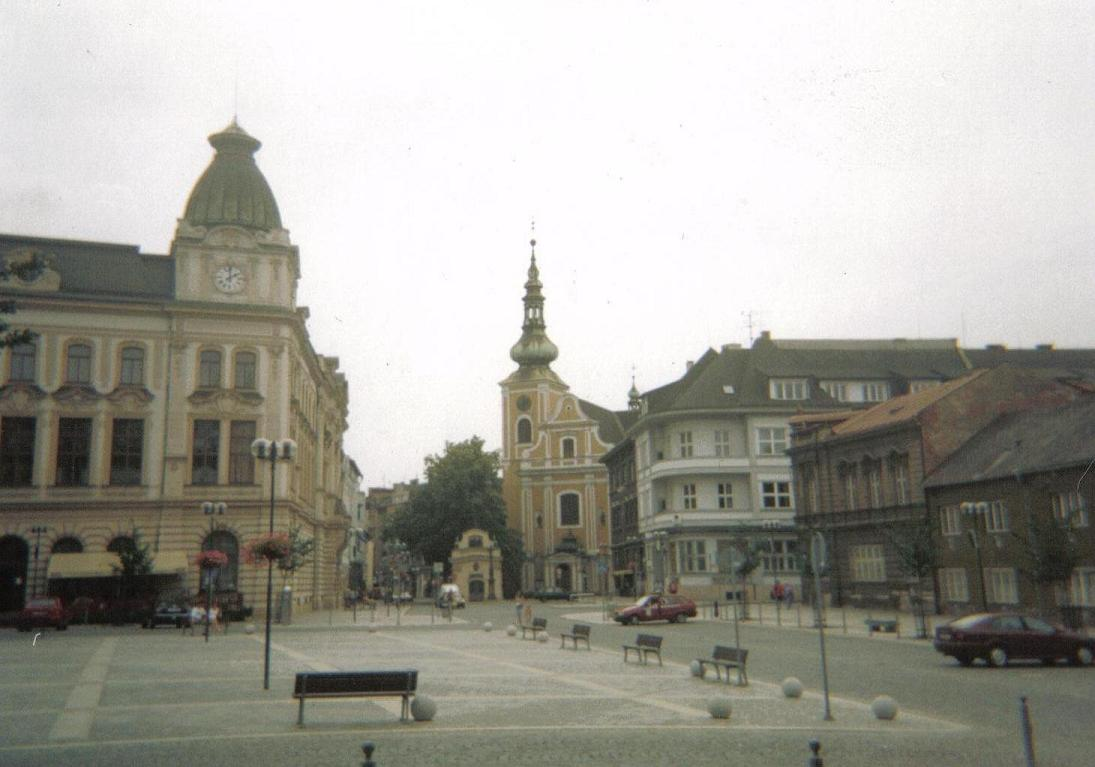

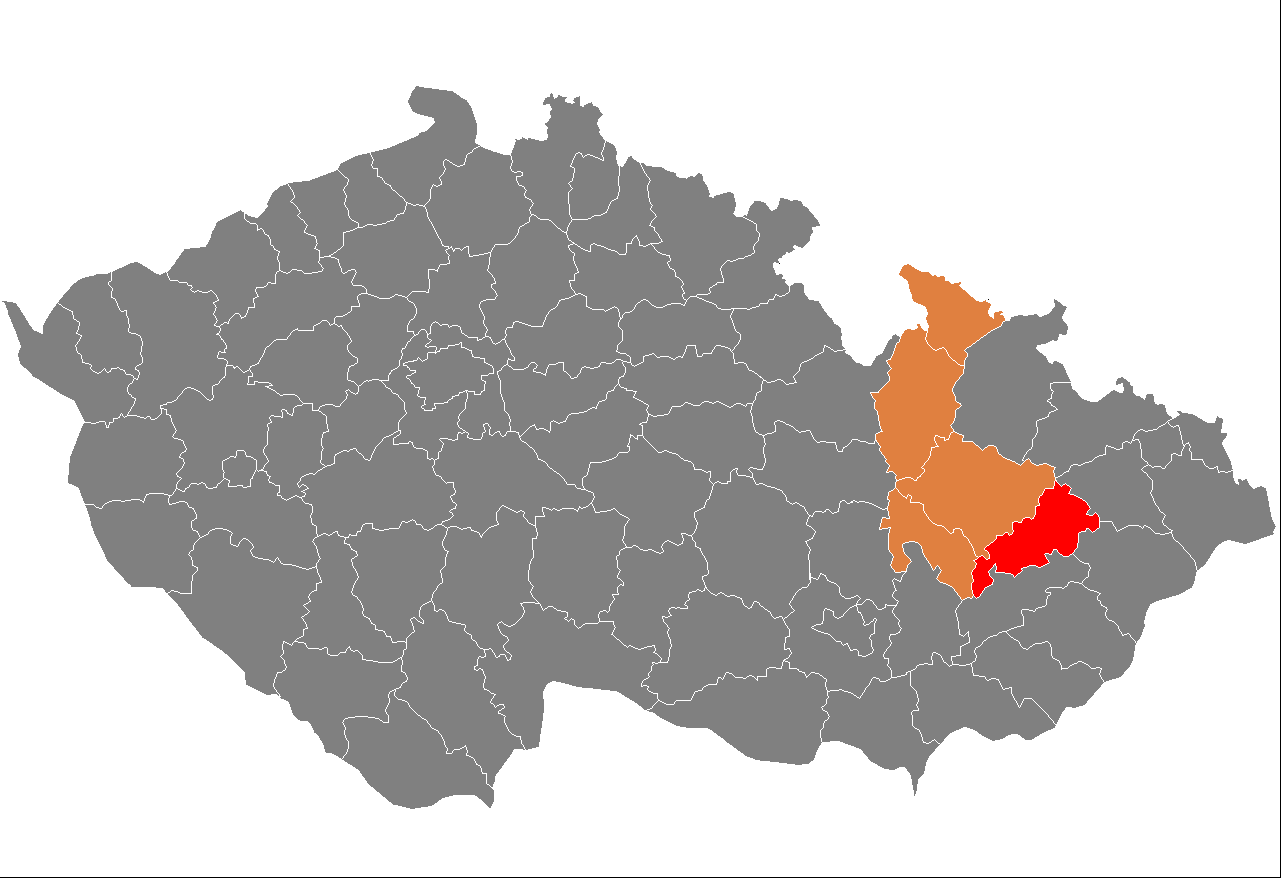

49°27′19″N 17°27′01″E / 49.45528°N 17.45028°E
普熱羅夫縣（捷克語：Okres Přerov），是捷克的縣份，位於該國東北部，由奧洛穆茨州負責管轄，首府設於普熱羅夫，面積845平方公里，2007年人口134,265，人口密度每平方公里159人。